# سان ميغيل بيرمن
سان ميغيل بيرمن (بالتاغالوغية: San Miguel Beermen)‏ هو فريق كرة سلة فلبيني للمحترفين تأسس في سنة 1975. يلعب في الرابطة الفلبينية لكرة السلة. فاز بالدوري الفلبيني 22 مرة. من أبرز لاعبيه السابقين رامون فيرنانديز وألان كايديك.